# UEFA Champions League 2018–19
UEFA Champions League 2018–19 là mùa giải thứ 64 của giải đấu bóng đá các câu lạc bộ hàng đầu châu Âu được tổ chức bởi UEFA, và là mùa thứ 27 kể từ khi nó được đổi tên từ Cúp C1 châu Âu thành UEFA Champions League.
Trận chung kết UEFA Champions League 2019 được diễn ra tại sân vận động Wanda Metropolitano ở Madrid, Tây Ban Nha, giữa Tottenham Hotspur và Liverpool. Đây là trận chung kết toàn Anh thứ hai sau trận chung kết năm 2008 giữa Manchester United và Chelsea ở Moskva. Liverpool đánh bại Tottenham 2-0 và giành quyền thi đấu với Chelsea, nhà vô địch UEFA Europa League 2018-19 trong trận Siêu cúp châu Âu 2019; họ cũng giành quyền tham dự FIFA Club World Cup 2019 ở Qatar. Họ tự động lọt vào vòng bảng UEFA Champions League 2019-20. Vì Liverpool đã lọt vào vòng bảng thông qua vị trí của họ ở giải quốc nội, suất dự này được đưa cho đội vô địch của Austrian Bundesliga 2018-19, hiệp hội xếp hạng 11 theo danh sách tham dự của mùa sau.
Lần đầu tiên, công nghệ video hỗ trợ trọng tài (VAR) được sử dụng tại giải đấu kể từ vòng 16 đội.
Real Madrid là đương kim vô địch giải đấu, họ đã vô địch 3 mùa giải liên tiếp vào các mùa 2015-16, 2016-17 và 2017-18. Tuy nhiên, họ đã bị loại bởi Ajax ở vòng 16 đội.

## Những thay đổi về thể thức
Ngày 9 tháng 12 năm 2016, UEFA đã phê chuẩn kế hoạch thay đổi thể thức cho UEFA Champions League từ mùa giải 2018-19 đến 2020-21 (được công bố vào ngày 26 tháng 8 năm 2016). Theo điều lệ mới, nhà vô địch UEFA Europa League mùa trước sẽ tự động lọt vào vòng bảng UEFA Champions League. Trong khi đó, top 4 đội từ các giải đấu thuộc 4 hiệp hội đứng đầu danh sách hệ số quốc gia UEFA cũng sẽ tự động lọt vào vòng bảng. Chỉ có 6 đội sẽ lọt vào vòng bảng thông qua vòng loại, giảm từ 10 đội ở mùa trước.

## Phân bố đội của các hiệp hội
Tổng cộng có 79 đội từ 54 trong số 55 hiệp hội thành viên UEFA tham dự UEFA Champions League 2018–19 (ngoại trừ Liechtenstein, do không tổ chức giải quốc nội). Xếp hạng hiệp hội dựa trên hệ số quốc gia UEFA được dùng để xác định số đội tham dự cho mỗi hiệp hội:
- Các hiệp hội từ 1-4 có 4 đội tham dự.
- Các hiệp hội từ 5-6 có 3 đội tham dự.
- Các hiệp hội từ 7-15 có 2 đội tham dự.
- Các hiệp hội từ 16-55 (trừ Liechtenstein) có 1 đội tham dự.
- Nhà vô địch UEFA Champions League 2017-18 và UEFA Europa League 2017–18 đều được nhận 1 suất bổ sung nếu họ không lọt vào UEFA Champions League thông qua giải quốc nội.
  - Nhà vô địch UEFA Champions League 2017-18, Real Madrid đã lọt vào giải đấu thông qua giải quốc nội, nên suất bổ sung cho đương kim vô địch Champions League là không cần thiết.
  - Nhà vô địch UEFA Europa League 2017–18, Atlético Madrid đã lọt vào giải đấu thông qua giải quốc nội, nên suất bổ sung cho đương kim vô địch Europa League là không cần thiết.

### Xếp hạng hiệp hội
Đối với UEFA Champions League 2018–19, các hiệp hội được phân bố dựa trên hệ số quốc gia UEFA năm 2017, tính đến thành tích của họ tại các giải đấu ở châu Âu từ mùa giải 2012-13 đến 2016-17.
Ngoài việc phân bố số lượng đội dựa trên hệ số quốc gia, các hiệp hội có thể có thêm đội tham dự Champions League, như được ghi chú dưới đây:
- (UCL) – Suất bổ sung cho đội vô địch UEFA Champions League 2017-18
- (UEL) – Suất bổ sung cho đội vô địch UEFA Europa League 2017-18

| XH | Hiệp hội     | Hệ số   | Số đội | Ghi chú |
| -- | ------------ | ------- | ------ | ------- |
| 1  | Tây Ban Nha  | 104.998 | 4      |         |
| 2  | Đức          | 79.498  | 4      |         |
| 3  | Anh          | 75.962  | 4      |         |
| 4  | Ý            | 73.332  | 4      |         |
| 5  | Pháp         | 56.665  | 3      |         |
| 6  | Nga          | 50.532  | 3      |         |
| 7  | Bồ Đào Nha   | 49.332  | 2      |         |
| 8  | Ukraina      | 42.633  | 2      |         |
| 9  | Bỉ           | 42.400  | 2      |         |
| 10 | Thổ Nhĩ Kỳ   | 39.200  | 2      |         |
| 11 | Cộng hòa Séc | 33.175  | 2      |         |
| 12 | Thụy Sĩ      | 32.075  | 2      |         |
| 13 | Hà Lan       | 31.063  | 2      |         |
| 14 | Hy Lạp       | 27.900  | 2      |         |
| 15 | Áo           | 25.350  | 2      |         |
| 16 | Croatia      | 25.250  | 1      |         |
| 17 | Romania      | 24.350  | 1      |         |
| 18 | Đan Mạch     | 24.000  | 1      |         |
| 19 | Belarus      | 19.875  | 1      |         |

| XH | Hiệp hội      | Hệ số  | Số đội | Ghi chú |
| -- | ------------- | ------ | ------ | ------- |
| 20 | Ba Lan        | 19.750 | 1      |         |
| 21 | Thụy Điển     | 19.725 | 1      |         |
| 22 | Israel        | 19.375 | 1      |         |
| 23 | Scotland      | 18.925 | 1      |         |
| 24 | Síp           | 18.550 | 1      |         |
| 25 | Na Uy         | 18.325 | 1      |         |
| 26 | Azerbaijan    | 17.750 | 1      |         |
| 27 | Bulgaria      | 15.875 | 1      |         |
| 28 | Serbia        | 15.375 | 1      |         |
| 29 | Kazakhstan    | 15.250 | 1      |         |
| 30 | Slovenia      | 13.125 | 1      |         |
| 31 | Slovakia      | 11.750 | 1      |         |
| 32 | Liechtenstein | 11.000 | 0      |         |
| 33 | Hungary       | 9.500  | 1      |         |
| 34 | Moldova       | 9.500  | 1      |         |
| 35 | Iceland       | 8.375  | 1      |         |
| 36 | Phần Lan      | 7.650  | 1      |         |
| 37 | Albania       | 6.625  | 1      |         |

| XH | Hiệp hội              | Hệ số | Số đội | Ghi chú |
| -- | --------------------- | ----- | ------ | ------- |
| 38 | Cộng hoà Ireland      | 6.575 | 1      |         |
| 39 | Bosnia và Herzegovina | 6.500 | 1      |         |
| 40 | Gruzia                | 6.375 | 1      |         |
| 41 | Latvia                | 6.125 | 1      |         |
| 42 | Macedonia             | 5.625 | 1      |         |
| 43 | Estonia               | 5.250 | 1      |         |
| 44 | Montenegro            | 5.250 | 1      |         |
| 45 | Armenia               | 5.125 | 1      |         |
| 46 | Luxembourg            | 4.875 | 1      |         |
| 47 | Bắc Ireland           | 4.500 | 1      |         |
| 48 | Litva                 | 4.125 | 1      |         |
| 49 | Malta                 | 4.000 | 1      |         |
| 50 | Wales                 | 3.875 | 1      |         |
| 51 | Quần đảo Faroe        | 3.500 | 1      |         |
| 52 | Gibraltar             | 2.500 | 1      |         |
| 53 | Andorra               | 1.165 | 1      |         |
| 54 | San Marino            | 0.333 | 1      |         |
| 55 | Kosovo                | 0.000 | 1      |         |

### Phân phối
|                                  |                                                  | Các đội tham dự vòng đấu này | Các đội đi tiếp từ vòng đấu trước |
| -------------------------------- | ------------------------------------------------ | --- | --- |
| Vòng sơ loại (4 đội)             | Vòng sơ loại (4 đội)                             | - 4 đội vô địch từ các hiệp hội hạng 52–55 | |
| Vòng loại thứ nhất (32 đội)      | Vòng loại thứ nhất (32 đội)                      | - 31 đội vô địch từ các hiệp hội hạng 20–51 (trừ Liechtenstein) | - 1 đội chiến thắng vòng sơ loại |
| Vòng loại thứ hai                | Nhóm các đội vô địch giải quốc nội (20 đội)      | - 4 đội vô địch từ các hiệp hội hạng 16–19 | - 16 đội chiến thắng vòng loại thứ nhất |
| Vòng loại thứ hai                | Nhóm các đội không vô địch giải quốc nội (4 đội) | - 4 đội đứng thứ nhì từ các hiệp hội hạng 12–15 | |
| Vòng loại thứ ba                 | Nhóm các đội vô địch giải quốc nội (12 đội)      | - 2 đội vô địch từ các hiệp hội hạng 14–15 | - 10 đội chiến thắng vòng loại thứ hai (Nhóm các đội vô địch giải quốc nội)                                                                         |
| Vòng loại thứ ba                 | Nhóm các đội không vô địch giải quốc nội (8 đội) | - 5 đội đứng thứ nhì từ các hiệp hội hạng 7–11 - 1 đội đứng thứ ba từ hiệp hội hạng 6                                                                                              | - 2 đội chiến thắng vòng loại thứ hai (Nhóm các đội không vô địch giải quốc nội)                                                                    |
| Vòng play-off                    | Nhóm các đội vô địch giải quốc nội (8 đội)       | - 2 đội vô địch từ các hiệp hội hạng 12–13 | - 6 đội chiến thắng vòng loại thứ ba (Nhóm các đội vô địch giải quốc nội)                                                                           |
| Vòng play-off                    | Nhóm các đội không vô địch giải quốc nội (4 đội) | | - 4 đội chiến thắng vòng loại thứ ba (Nhóm các đội không vô địch giải quốc nội)                                                                     |
| Vòng bảng (32 đội)               | Vòng bảng (32 đội)                               | - 11 đội vô địch từ các hiệp hội hạng 1–11 - 6 đội đứng thứ nhì từ các hiệp hội hạng 1–6 - 5 đội đứng thứ ba từ các hiệp hội hạng 1–5 - 4 đội đứng thứ tư từ các hiệp hội hạng 1–4 | - 4 đội chiến thắng vòng play-off (Nhóm các đội vô địch giải quốc nội) - 2 đội chiến thắng vòng play-off (Nhóm các đội không vô địch giải quốc nội) |
| Vòng đấu loại trực tiếp (16 đội) | Vòng đấu loại trực tiếp (16 đội)                 | | - 8 đội đứng đầu vòng bảng - 8 đội đứng thứ nhì vòng bảng                                                                                           |

### Các đội tham dự
Vị trí giải quốc nội ở mùa giải trước được thể hiện trong dấu ngoặc đơn (TH: Đương kim vô địch Champions League; EL: Đương kim vô địch Europa League)
| Vòng bảng                          | Vòng bảng                          | Vòng bảng                                | Vòng bảng                                |
| ---------------------------------- | ---------------------------------- | ---------------------------------------- | ---------------------------------------- |
| Real MadridTH(3rd)                 | Borussia Dortmund (4th)            | Roma (3rd)                               | Porto (1st)                              |
| Atlético MadridEL(2nd)             | Manchester City (1st)              | Internazionale (4th)                     | Shakhtar Donetsk (1st)                   |
| Barcelona (1st)                    | Manchester United (2nd)            | Paris Saint-Germain (1st)                | Club Brugge (1st)                        |
| Valencia (4th)                     | Tottenham Hotspur (3rd)            | Monaco (2nd)[Note FRA]                   | Galatasaray (1st)                        |
| Bayern Munich (1st)                | Liverpool (4th)                    | Lyon (3rd)                               | Viktoria Plzeň (1st)                     |
| Schalke 04 (2nd)                   | Juventus (1st)                     | Lokomotiv Moscow (1st)                   |                                          |
| 1899 Hoffenheim (3rd)              | Napoli (2nd)                       | CSKA Moscow (2nd)                        |                                          |
| Vòng play-off                      |                                    |                                          |                                          |
| Nhóm các đội vô địch giải quốc nội | Nhóm các đội vô địch giải quốc nội | Nhóm các đội không vô địch giải quốc nội | Nhóm các đội không vô địch giải quốc nội |
| Young Boys (1st)                   | PSV Eindhoven (1st)                |                                          |                                          |
| Vòng loại thứ ba                   |                                    |                                          |                                          |
| Nhóm các đội vô địch giải quốc nội | Nhóm các đội vô địch giải quốc nội | Nhóm các đội không vô địch giải quốc nội | Nhóm các đội không vô địch giải quốc nội |
| AEK Athens (1st)                   | Red Bull Salzburg (1st)            | Spartak Moscow (3rd)                     | Standard Liège (2nd)                     |
|                                    |                                    | Benfica (2nd)                            | Fenerbahçe (2nd)                         |
| Dynamo Kyiv (2nd)                  | Slavia Prague (2nd)                |                                          |                                          |
| Vòng loại thứ hai                  |                                    |                                          |                                          |
| Nhóm các đội vô địch giải quốc nội | Nhóm các đội vô địch giải quốc nội | Nhóm các đội không vô địch giải quốc nội | Nhóm các đội không vô địch giải quốc nội |
| CFR Cluj (1st)                     | Midtjylland (1st)                  | Basel (2nd)                              | PAOK (2nd)                               |
| Dinamo Zagreb (1st)                | BATE Borisov (1st)                 | Ajax (2nd)                               | Sturm Graz (2nd)                         |
| Vòng loại thứ nhất                 |                                    |                                          |                                          |
| Legia Warsaw (1st)                 | Red Star Belgrade (1st)            | Kukësi (2nd)[Note ALB]                   | Alashkert (1st)                          |
| Malmö FF (1st)                     | Astana (1st)                       | Cork City (1st)                          | F91 Dudelange (1st)                      |
| Hapoel Be'er Sheva (1st)           | Olimpija Ljubljana (1st)           | Zrinjski Mostar (1st)                    | Crusaders (1st)                          |
| Celtic (1st)                       | Spartak Trnava (1st)               | Torpedo Kutaisi (1st)                    | Sūduva Marijampolė (1st)                 |
| APOEL (1st)                        | MOL Vidi (1st)                     | Spartaks Jūrmala (1st)                   | Valletta (1st)                           |
| Rosenborg (1st)                    | Sheriff Tiraspol (1st)             | Shkëndija (1st)                          | The New Saints (1st)                     |
| Qarabağ (1st)                      | Valur (1st)                        | Flora Tallinn (1st)                      | Víkingur Gøta (1st)                      |
| Ludogorets Razgrad (1st)           | HJK (1st)                          | Sutjeska Nikšić (1st)                    |                                          |
| Vòng sơ loại                       |                                    |                                          |                                          |
| Lincoln Red Imps (1st)             | FC Santa Coloma (1st)              | La Fiorita (1st)                         | Drita (1st)                              |

Ghi chú
1. ^ Albania (ALB): Vào tháng 3 năm 2018, Skënderbeu Korçë đã phải nhận án phạt 10 năm không tham dự các giải đấu cấp câu lạc bộ do UEFA tổ chức do dàn xếp trận đấu.[18] Vì họ kết thúc giải với tư cách nhà vô địch Albanian Superliga 2017–18, Kukësi, đội á quân của giải đấu, được tham dự UEFA Champions League 2018-19 thay vì tham dự UEFA Europa League 2018-19.
2. ^ Pháp (FRA): AS Monaco là một câu lạc bộ có trụ sở tại Monaco (không phải là thành viên của UEFA), nhưng được tham gia Champions League thông qua một trong những suất tham dự của Pháp (bất kỳ điểm hệ số nào mà họ kiếm được đều được tính vào tổng điểm hệ số của Pháp).

## Lịch thi đấu và bốc thăm
Lịch thi đấu của giải đấu như sau (Tất cả các lễ bốc thăm đều tổ chức tại trụ sở UEFA tại Nyon, Thụy Sĩ, trừ khi được nêu rõ).
| Giai đoạn               | Vòng               | Ngày bốc thăm                | Lượt đi                                                         | Lượt về                                                         |
| ----------------------- | ------------------ | ---------------------------- | --------------------------------------------------------------- | --------------------------------------------------------------- |
| Sơ loại                 | Vòng sơ loại       | 12 tháng 6 năm 2018          | 26 tháng 6 năm 2018 (bán kết)                                   | 29 tháng 6 năm 2018 (chung kết)                                 |
| Vòng loại               | Vòng loại thứ nhất | 19 tháng 6 năm 2018          | 10–11 tháng 7 năm 2018                                          | 17–18 tháng 7 năm 2018                                          |
| Vòng loại               | Vòng loại thứ hai  | 19 tháng 6 năm 2018          | 24–25 tháng 7 năm 2018                                          | 31 tháng 7 – 1 tháng 8 năm 2018                                 |
| Vòng loại               | Vòng loại thứ ba   | 23 tháng 7 năm 2018          | 7–8 tháng 8 năm 2018                                            | 14 tháng 8 năm 2018                                             |
| Play-off                | Vòng play-off      | 6 tháng 8 năm 2018           | 21–22 tháng 8 năm 2018                                          | 28–29 tháng 8 năm 2018                                          |
| Vòng bảng               | Lượt trận thứ nhất | 30 tháng 8 năm 2018 (Monaco) | 18–19 tháng 9 năm 2018                                          | 18–19 tháng 9 năm 2018                                          |
| Vòng bảng               | Lượt trận thứ hai  | 30 tháng 8 năm 2018 (Monaco) | 2–3 tháng 10 năm 2018                                           | 2–3 tháng 10 năm 2018                                           |
| Vòng bảng               | Lượt trận thứ ba   | 30 tháng 8 năm 2018 (Monaco) | 23–24 tháng 10 năm 2018                                         | 23–24 tháng 10 năm 2018                                         |
| Vòng bảng               | Lượt trận thứ tư   | 30 tháng 8 năm 2018 (Monaco) | 6–7 tháng 11 năm 2018                                           | 6–7 tháng 11 năm 2018                                           |
| Vòng bảng               | Lượt trận thứ năm  | 30 tháng 8 năm 2018 (Monaco) | 27–28 tháng 11 năm 2018                                         | 27–28 tháng 11 năm 2018                                         |
| Vòng bảng               | Lượt trận thứ sáu  | 30 tháng 8 năm 2018 (Monaco) | 11–12 tháng 12 năm 2018                                         | 11–12 tháng 12 năm 2018                                         |
| Vòng đấu loại trực tiếp | Vòng 16 đội        | 17 tháng 12 năm 2018         | 12–13 & 19–20 tháng 2 năm 2019                                  | 5–6 & 12–13 tháng 3 năm 2019                                    |
| Vòng đấu loại trực tiếp | Tứ kết             | 15 tháng 3 năm 2019          | 9–10 tháng 4 năm 2019                                           | 16–17 tháng 4 năm 2019                                          |
| Vòng đấu loại trực tiếp | Bán kết            | 15 tháng 3 năm 2019          | 30 tháng 4 – 1 tháng 5 năm 2019                                 | 7–8 tháng 5 năm 2019                                            |
| Vòng đấu loại trực tiếp | Chung kết          | 15 tháng 3 năm 2019          | 1 tháng 6 năm 2019 tại sân vận động Wanda Metropolitano, Madrid | 1 tháng 6 năm 2019 tại sân vận động Wanda Metropolitano, Madrid |

Kể từ mùa giải này, vòng bảng có 2 khung giờ thi đấu – 18:55 CET và 21:00 CET. Các trận đấu kể từ vòng đấu loại trực tiếp bắt đầu lúc 21:00 CET.

## Vòng sơ loại
Ở vòng sơ loại, các đội được chia ra làm nhóm hạt giống và nhóm không hạt giống dựa trên Hệ số câu lạc bộ UEFA 2018, và xếp cặp với nhau để thi đấu trận bán kết 1 lượt và trận chung kết. Lễ bốc thăm vòng sơ loại được tổ chức vào ngày 12 tháng 6 năm 2018. Các trận bán kết được diễn ra vào ngày 26 tháng 6, và trận chung kết được diễn ra vào ngày 29 tháng 6 năm 2018, tất cả các trận đấu đều được diễn ra tại Sân vận động Victoria ở Gibraltar. Đội thua ở các trận bán kết và chung kết tham dự vòng loại thứ hai UEFA Europa League 2018-19
| Đội 1            | Tỉ số        | Đội 2            |
| Bán kết          | Bán kết      | Bán kết          |
| ---------------- | ------------ | ---------------- |
| FC Santa Coloma  | 0–2 (s.h.p.) | Drita            |
| La Fiorita       | 0–2          | Lincoln Red Imps |
| Chung kết        |              |                  |
| Lincoln Red Imps | 1–4 (s.h.p.) | Drita            |

## Vòng loại
Ở vòng loại và vòng play-off, các đội được chia ra làm nhóm hạt giống và nhóm không hạt giống dựa trên Hệ số câu lạc bộ UEFA 2018, và xếp cặp với nhau để thi đấu theo thể thức hai lượt.

### Vòng loại thứ nhất
Lễ bốc thăm vòng loại thứ nhất được tổ chức vào ngày 19 tháng 6 năm 2018. Lượt đi được diễn ra vào ngày 10 và 11 tháng 7, và lượt về được diễn ra vào ngày 17 và 18 tháng 7 năm 2018. Đội thua tham dự vòng loại thứ hai UEFA Europa League 2018-19, ngoại trừ đội thua trong cặp đấu giữa Cork City/Legia Warsaw, cặp đấu ngẫu nhiên được nhận suất vào thẳng vòng loại thứ ba UEFA Europa League 2018-19.
| Đội 1              | TTS     | Đội 2              | Lượt đi | Lượt về |
| ------------------ | ------- | ------------------ | ------- | ------- |
| Torpedo Kutaisi    | 2–4     | Sheriff Tiraspol   | 2–1     | 0–3     |
| Shkëndija          | 5–4     | The New Saints     | 5–0     | 0–4     |
| Sūduva Marijampolė | 3–2     | APOEL              | 3–1     | 0–1     |
| Olimpija Ljubljana | 0–1     | Qarabağ            | 0–1     | 0–0     |
| F91 Dudelange      | 2–3     | Vidi               | 1–1     | 1–2     |
| Drita              | 0–5     | Malmö FF           | 0–3     | 0–2     |
| Víkingur Gøta      | 2–5[A]  | HJK                | 1–2     | 1–3     |
| Ludogorets Razgrad | 9–0     | Crusaders          | 7–0     | 2–0     |
| Cork City          | 0–4     | Legia Warsaw       | 0–1     | 0–3     |
| Valur              | 2–3     | Rosenborg          | 1–0     | 1–3     |
| Kukësi             | 1–1 (a) | Valletta           | 0–0     | 1–1     |
| Flora Tallinn      | 2–7     | Hapoel Be'er Sheva | 1–4     | 1–3     |
| Spartaks Jūrmala   | 0–2     | Red Star Belgrade  | 0–0     | 0–2     |
| Alashkert          | 0–6     | Celtic             | 0–3     | 0–3     |
| Spartak Trnava     | 2–1     | Zrinjski Mostar    | 1–0     | 1–1     |
| Astana             | 3–0     | Sutjeska Nikšić    | 1–0     | 2–0     |

Ghi chú
1. ^ Thứ tự thi đấu được đảo ngược sau lễ bốc thăm chính thức.

### Vòng loại thứ hai
Vòng loại thứ hai được tách ra làm hai nhóm riêng biệt: Nhóm các đội vô địch giải quốc nội (dành cho các đội vô địch các giải vô địch quốc gia) và Nhóm các đội không vô địch giải quốc nội (dành cho các đội không vô địch các giải vô địch quốc gia). Lễ bốc thăm vòng loại thứ hai được tổ chức vào ngày 19 tháng 6 năm 2018. Lượt đi được diễn ra vào ngày 24 và 25 tháng 7, và lượt về được diễn ra vào ngày 31 tháng 7 và ngày 1 tháng 8 năm 2018. Đội thua của cả hai nhóm tham dự vòng loại thứ ba UEFA Europa League 2018–19.
| Đội 1                                    | TTS                                | Đội 2                              | Lượt đi                            | Lượt về                            |
| Nhóm các đội vô địch giải quốc nội       | Nhóm các đội vô địch giải quốc nội | Nhóm các đội vô địch giải quốc nội | Nhóm các đội vô địch giải quốc nội | Nhóm các đội vô địch giải quốc nội |
| ---------------------------------------- | ---------------------------------- | ---------------------------------- | ---------------------------------- | ---------------------------------- |
| Astana                                   | 2–1                                | Midtjylland                        | 2–1                                | 0–0                                |
| Ludogorets Razgrad                       | 0–1                                | MOL Vidi                           | 0–0                                | 0–1                                |
| Kukësi                                   | 0–3                                | Qarabağ                            | 0–0                                | 0–3                                |
| CFR Cluj                                 | 1–2                                | Malmö FF                           | 0–1                                | 1–1                                |
| Dinamo Zagreb                            | 7–2                                | Hapoel Be'er Sheva                 | 5–0                                | 2–2                                |
| Red Star Belgrade                        | 5–0                                | Sūduva Marijampolė                 | 3–0                                | 2–0                                |
| BATE Borisov                             | 2–1                                | HJK                                | 0–0                                | 2–1                                |
| Shkëndija                                | 1–0                                | Sheriff Tiraspol                   | 1–0                                | 0–0                                |
| Legia Warsaw                             | 1–2                                | Spartak Trnava                     | 0–2                                | 1–0                                |
| Celtic                                   | 3–1                                | Rosenborg                          | 3–1                                | 0–0                                |
| Nhóm các đội không vô địch giải quốc nội |                                    |                                    |                                    |                                    |
| PAOK                                     | 5–1                                | Basel                              | 2–1                                | 3–0                                |
| Ajax                                     | 5–1                                | Sturm Graz                         | 2–0                                | 3–1                                |

### Vòng loại thứ ba
Vòng loại thứ ba được tách ra làm hai nhóm riêng biệt: Nhóm các đội vô địch giải quốc nội (dành cho các đội vô địch các giải vô địch quốc gia) và Nhóm các đội không vô địch giải quốc nội (dành cho các đội không vô địch các giải vô địch quốc gia). Lễ bốc thăm vòng loại thứ ba được tổ chức vào ngày 23 tháng 7 năm 2018. Lượt đi được diễn ra vào ngày 7 và 8 tháng 8, và lượt về được diễn ra vào ngày 14 tháng 8 năm 2018. Đội thua thuộc Nhóm các đội vô địch giải quốc nội tham dự vòng play-off UEFA Europa League 2018–19, còn đội thua thuộc Nhóm các đội không vô địch giải quốc nội tham dự vòng bảng UEFA Europa League 2018–19.
| Đội 1                                    | TTS                                | Đội 2                              | Lượt đi                            | Lượt về                            |
| Nhóm các đội vô địch giải quốc nội       | Nhóm các đội vô địch giải quốc nội | Nhóm các đội vô địch giải quốc nội | Nhóm các đội vô địch giải quốc nội | Nhóm các đội vô địch giải quốc nội |
| ---------------------------------------- | ---------------------------------- | ---------------------------------- | ---------------------------------- | ---------------------------------- |
| Celtic                                   | 2–3                                | AEK Athens                         | 1–1                                | 1–2                                |
| Red Bull Salzburg                        | 4–0                                | Shkëndija                          | 3–0                                | 1–0                                |
| Red Star Belgrade                        | 3–2                                | Spartak Trnava                     | 1–1                                | 2–1 (s.h.p.)                       |
| Qarabağ                                  | 1–2                                | BATE Borisov                       | 0–1                                | 1–1                                |
| Astana                                   | 0–3                                | Dinamo Zagreb                      | 0–2                                | 0–1                                |
| Malmö FF                                 | 1–1 (a)                            | MOL Vidi                           | 1–1                                | 0–0                                |
| Nhóm các đội không vô địch giải quốc nội |                                    |                                    |                                    |                                    |
| Standard Liège                           | 2–5                                | Ajax                               | 2–2                                | 0–3                                |
| Benfica                                  | 2–1                                | Fenerbahçe                         | 1–0                                | 1–1                                |
| Slavia Prague                            | 1–3                                | Dynamo Kyiv                        | 1–1                                | 0–2                                |
| PAOK                                     | 3–2                                | Spartak Moscow                     | 3–2                                | 0–0                                |

## Vòng play-off
Vòng play-off được tách ra làm hai nhóm riêng biệt: Nhóm các đội vô địch giải quốc nội (dành cho các đội vô địch các giải vô địch quốc gia) và Nhóm các đội không vô địch giải quốc nội (dành cho các đội không vô địch các giải vô địch quốc gia). Lễ bốc thăm vòng play-off được tổ chức vào ngày 6 tháng 8 năm 2018. Lượt đi được diễn ra vào ngày 21 và 22 tháng 8, và lượt về được diễn ra vào ngày 28 và 29 tháng 8 năm 2018. Đội thua thuộc cả hai nhóm tham dự vòng bảng UEFA Europa League 2018–19.
| Đội 1                                    | TTS                                | Đội 2                              | Lượt đi                            | Lượt về                            |
| Nhóm các đội vô địch giải quốc nội       | Nhóm các đội vô địch giải quốc nội | Nhóm các đội vô địch giải quốc nội | Nhóm các đội vô địch giải quốc nội | Nhóm các đội vô địch giải quốc nội |
| ---------------------------------------- | ---------------------------------- | ---------------------------------- | ---------------------------------- | ---------------------------------- |
| Red Star Belgrade                        | 2–2 (a)                            | Red Bull Salzburg                  | 0–0                                | 2–2                                |
| BATE Borisov                             | 2–6                                | PSV Eindhoven                      | 2–3                                | 0–3                                |
| Young Boys                               | 3–2                                | Dinamo Zagreb                      | 1–1                                | 2–1                                |
| MOL Vidi                                 | 2–3                                | AEK Athens                         | 1–2                                | 1–1                                |
| Nhóm các đội không vô địch giải quốc nội |                                    |                                    |                                    |                                    |
| Benfica                                  | 5–2                                | PAOK                               | 1–1                                | 4–1                                |
| Ajax                                     | 3–1                                | Dynamo Kyiv                        | 3–1                                | 0–0                                |

## Vòng bảng
Lễ bốc thăm vòng bảng được tổ chức vào ngày 30 tháng 8 năm 2018, lúc 18:00 CEST, tại Grimaldi Forum ở Monaco. 32 đội được phân thành tám bảng bốn đội, với quy tắc là các đội từ cùng một hiệp hội sẽ không cùng bảng với nhau. Đối với lễ bốc thăm, các đội được chia thành bốn nhóm hạt giống dựa trên những nguyên tắc sau đây:
- Nhóm 1 gồm đội đương kim vô địch Champions League, đội đương kim vô địch Europa League, và những nhà vô địch của 6 hiệp hội hàng đầu dựa trên hệ số quốc gia UEFA năm 2017 của họ.
- Nhóm 2, 3 và 4 gồm các đội còn lại, được phân hạt giống dựa trên hệ số câu lạc bộ UEFA năm 2018 của họ.[20]

Ở mỗi bảng đấu, các đội đối đầu với nhau theo thể thức vòng tròn 2 lượt. Đội nhất và nhì bảng tiến vào vòng 16 đội, còn đội đứng ba tham dự vòng 32 đội UEFA Europa League 2018-19. Các lượt trận được diễn ra vào các ngày 18-19 tháng 9, 2-3 tháng 10, 23-24 tháng 10, 6-7 tháng 11, 27-28 tháng 11, và 11-12 tháng 12 năm 2018.
Tổng cộng có 15 hiệp hội quốc gia được đại diện tại vòng bảng. 1899 Hoffenheim, Red Star Belgrade (nhà vô địch châu Âu năm 1991) và Young Boys có lần đầu tiên xuất hiện tại vòng bảng (mặc dù Red Star Belgrade đã xuất hiện tại vòng bảng Cúp C1 châu Âu).
| Tiêu chí xếp hạng |
| --- |
| Các đội được xếp hạng theo điểm số (3 điểm cho một chiến thắng, 1 điểm cho một trận hòa, 0 điểm cho một trận thua), và nếu hai hay nhiều đội bằng điểm với nhau, các tiêu chí xếp hạng sau đây được áp dụng, theo thứ tự được thể hiện, để xác định thứ hạng (Quy định Điều 17.01): 1. Số điểm trong các trận đấu đối đầu giữa các đội bằng điểm; 2. Hiệu số bàn thắng thua trong các trận đấu đối đầu giữa các đội bằng điểm; 3. Số bàn thắng ghi được trong các trận đấu đối đầu giữa các đội bằng điểm; 4. Số bàn thắng trên sân khách ghi được trong các trận đấu đối đầu giữa các đội bằng điểm; 5. Nếu có nhiều hơn 2 đội bằng điểm, và sau khi áp dụng tất cả các tiêu chí đối đầu trên, một nhóm đội vẫn bằng điểm, tất cả các tiêu chí đối đầu trên được áp dụng lại dành riêng cho nhóm đội này; 6. Hiệu số bàn thắng thua trong tất cả các trận đấu vòng bảng; 7. Số bàn thắng ghi được trong tất cả các trận đấu vòng bảng; 8. Số bàn thắng trên sân khách ghi được trong tất cả các trận đấu vòng bảng; 9. Số trận thắng trong tất cả các trận đấu vòng bảng; 10. Điểm kỉ luật (thẻ đỏ = 3 điểm, thẻ vàng = 1 điểm, bị truất quyền thi đấu do phải nhận hai thẻ vàng trong một trận đấu = 3 điểm); 11. Hệ số câu lạc bộ UEFA. |

### Bảng A
| VT | Đội               | ST | T | H | B | BT | BB | HS  | Đ  | Giành quyền tham dự                 |  | DOR | ATM | BRU | MON |
| -- | ----------------- | -- | - | - | - | -- | -- | --- | -- | ----------------------------------- |  | --- | --- | --- | --- |
| 1  | Borussia Dortmund | 6  | 4 | 1 | 1 | 10 | 2  | +8  | 13 | Đi tiếp vào vòng đấu loại trực tiếp |  | —   | 4–0 | 0–0 | 3–0 |
| 2  | Atlético Madrid   | 6  | 4 | 1 | 1 | 9  | 6  | +3  | 13 | Đi tiếp vào vòng đấu loại trực tiếp |  | 2–0 | —   | 3–1 | 2–0 |
| 3  | Club Brugge       | 6  | 1 | 3 | 2 | 6  | 5  | +1  | 6  | Chuyển qua Europa League            |  | 0–1 | 0–0 | —   | 1–1 |
| 4  | Monaco            | 6  | 0 | 1 | 5 | 2  | 14 | −12 | 1  |                                     |  | 0–2 | 1–2 | 0–4 | —   |

1. 1 2  Hiệu số bàn thắng đối đầu: Borussia Dortmund +2, Atlético Madrid –2.

### Bảng B
| VT | Đội               | ST | T | H | B | BT | BB | HS | Đ  | Giành quyền tham dự                 |  | BAR | TOT | INT | PSV |
| -- | ----------------- | -- | - | - | - | -- | -- | -- | -- | ----------------------------------- |  | --- | --- | --- | --- |
| 1  | Barcelona         | 6  | 4 | 2 | 0 | 14 | 5  | +9 | 14 | Đi tiếp vào vòng đấu loại trực tiếp |  | —   | 1–1 | 2–0 | 4–0 |
| 2  | Tottenham Hotspur | 6  | 2 | 2 | 2 | 9  | 10 | −1 | 8  | Đi tiếp vào vòng đấu loại trực tiếp |  | 2–4 | —   | 1–0 | 2–1 |
| 3  | Internazionale    | 6  | 2 | 2 | 2 | 6  | 7  | −1 | 8  | Chuyển qua Europa League            |  | 1–1 | 2–1 | —   | 1–1 |
| 4  | PSV Eindhoven     | 6  | 0 | 2 | 4 | 6  | 13 | −7 | 2  |                                     |  | 1–2 | 2–2 | 1–2 | —   |

1. 1 2  Bàn thắng sân khách đối đầu: Tottenham Hotspur 1, Internazionale 0.

### Bảng C
| VT | Đội                 | ST | T | H | B | BT | BB | HS  | Đ  | Giành quyền tham dự                 |  | PAR | LIV | NAP | ZVE |
| -- | ------------------- | -- | - | - | - | -- | -- | --- | -- | ----------------------------------- |  | --- | --- | --- | --- |
| 1  | Paris Saint-Germain | 6  | 3 | 2 | 1 | 17 | 9  | +8  | 11 | Đi tiếp vào vòng đấu loại trực tiếp |  | —   | 2–1 | 2–2 | 6–1 |
| 2  | Liverpool           | 6  | 3 | 0 | 3 | 9  | 7  | +2  | 9  | Đi tiếp vào vòng đấu loại trực tiếp |  | 3–2 | —   | 1–0 | 4–0 |
| 3  | Napoli              | 6  | 2 | 3 | 1 | 7  | 5  | +2  | 9  | Chuyển qua Europa League            |  | 1–1 | 1–0 | —   | 3–1 |
| 4  | Red Star Belgrade   | 6  | 1 | 1 | 4 | 5  | 17 | −12 | 4  |                                     |  | 1–4 | 2–0 | 0–0 | —   |

1. 1 2  Bàn thắng trong tất cả các trận đấu bảng: Liverpool 9, Napoli 7.

### Bảng D
| VT | Đội              | ST | T | H | B | BT | BB | HS | Đ  | Giành quyền tham dự                 |  | POR | SCH | GAL | LOM |
| -- | ---------------- | -- | - | - | - | -- | -- | -- | -- | ----------------------------------- |  | --- | --- | --- | --- |
| 1  | Porto            | 6  | 5 | 1 | 0 | 15 | 6  | +9 | 16 | Đi tiếp vào vòng đấu loại trực tiếp |  | —   | 3–1 | 1–0 | 4–1 |
| 2  | Schalke 04       | 6  | 3 | 2 | 1 | 6  | 4  | +2 | 11 | Đi tiếp vào vòng đấu loại trực tiếp |  | 1–1 | —   | 2–0 | 1–0 |
| 3  | Galatasaray      | 6  | 1 | 1 | 4 | 5  | 8  | −3 | 4  | Chuyển qua Europa League            |  | 2–3 | 0–0 | —   | 3–0 |
| 4  | Lokomotiv Moscow | 6  | 1 | 0 | 5 | 4  | 12 | −8 | 3  |                                     |  | 1–3 | 0–1 | 2–0 | —   |

### Bảng E
| VT | Đội           | ST | T | H | B | BT | BB | HS  | Đ  | Giành quyền tham dự                 |  | BAY | AJX | BEN | AEK |
| -- | ------------- | -- | - | - | - | -- | -- | --- | -- | ----------------------------------- |  | --- | --- | --- | --- |
| 1  | Bayern Munich | 6  | 4 | 2 | 0 | 15 | 5  | +10 | 14 | Đi tiếp vào vòng đấu loại trực tiếp |  | —   | 1–1 | 5–1 | 2–0 |
| 2  | Ajax          | 6  | 3 | 3 | 0 | 11 | 5  | +6  | 12 | Đi tiếp vào vòng đấu loại trực tiếp |  | 3–3 | —   | 1–0 | 3–0 |
| 3  | Benfica       | 6  | 2 | 1 | 3 | 6  | 11 | −5  | 7  | Chuyển qua Europa League            |  | 0–2 | 1–1 | —   | 1–0 |
| 4  | AEK Athens    | 6  | 0 | 0 | 6 | 2  | 13 | −11 | 0  |                                     |  | 0–2 | 0–2 | 2–3 | —   |

### Bảng F
| VT | Đội              | ST | T | H | B | BT | BB | HS  | Đ  | Giành quyền tham dự                 |  | MC  | LYO | SHK | HOF |
| -- | ---------------- | -- | - | - | - | -- | -- | --- | -- | ----------------------------------- |  | --- | --- | --- | --- |
| 1  | Manchester City  | 6  | 4 | 1 | 1 | 16 | 6  | +10 | 13 | Đi tiếp vào vòng đấu loại trực tiếp |  | —   | 1–2 | 6–0 | 2–1 |
| 2  | Lyon             | 6  | 1 | 5 | 0 | 12 | 11 | +1  | 8  | Đi tiếp vào vòng đấu loại trực tiếp |  | 2–2 | —   | 2–2 | 2–2 |
| 3  | Shakhtar Donetsk | 6  | 1 | 3 | 2 | 8  | 16 | −8  | 6  | Chuyển qua Europa League            |  | 0–3 | 1–1 | —   | 2–2 |
| 4  | 1899 Hoffenheim  | 6  | 0 | 3 | 3 | 11 | 14 | −3  | 3  |                                     |  | 1–2 | 3–3 | 2–3 | —   |

### Bảng G
| VT | Đội            | ST | T | H | B | BT | BB | HS | Đ  | Giành quyền tham dự                 |  | RMA | ROM | PLZ | CSKA |
| -- | -------------- | -- | - | - | - | -- | -- | -- | -- | ----------------------------------- |  | --- | --- | --- | ---- |
| 1  | Real Madrid    | 6  | 4 | 0 | 2 | 12 | 5  | +7 | 12 | Đi tiếp vào vòng đấu loại trực tiếp |  | —   | 3–0 | 2–1 | 0–3  |
| 2  | Roma           | 6  | 3 | 0 | 3 | 11 | 8  | +3 | 9  | Đi tiếp vào vòng đấu loại trực tiếp |  | 0–2 | —   | 5–0 | 3–0  |
| 3  | Viktoria Plzeň | 6  | 2 | 1 | 3 | 7  | 16 | −9 | 7  | Chuyển qua Europa League            |  | 0–5 | 2–1 | —   | 2–2  |
| 4  | CSKA Moscow    | 6  | 2 | 1 | 3 | 8  | 9  | −1 | 7  |                                     |  | 1–0 | 1–2 | 1–2 | —    |

1. 1 2  Điểm đối đầu: Viktoria Plzeň 4, CSKA Moscow 1.

### Bảng H
| VT | Đội               | ST | T | H | B | BT | BB | HS | Đ  | Giành quyền tham dự                 |  | JUV | MU  | VAL | YB  |
| -- | ----------------- | -- | - | - | - | -- | -- | -- | -- | ----------------------------------- |  | --- | --- | --- | --- |
| 1  | Juventus          | 6  | 4 | 0 | 2 | 9  | 4  | +5 | 12 | Đi tiếp vào vòng đấu loại trực tiếp |  | —   | 1–2 | 1–0 | 3–0 |
| 2  | Manchester United | 6  | 3 | 1 | 2 | 7  | 4  | +3 | 10 | Đi tiếp vào vòng đấu loại trực tiếp |  | 0–1 | —   | 0–0 | 1–0 |
| 3  | Valencia          | 6  | 2 | 2 | 2 | 6  | 6  | 0  | 8  | Chuyển qua Europa League            |  | 0–2 | 2–1 | —   | 3–1 |
| 4  | Young Boys        | 6  | 1 | 1 | 4 | 4  | 12 | −8 | 4  |                                     |  | 2–1 | 0–3 | 1–1 | —   |

## Vòng đấu loại trực tiếp
Ở vòng đấu loại trực tiếp, các đội đối đầu với nhau theo thể thức hai lượt đi và về trên sân nhà và sân khách, ngoại trừ trận chung kết đấu một trận. Cơ chế bốc thăm cho mỗi vòng như sau:
- Tại lễ bốc thăm thăm vòng 16 đội, 8 đội nhất bảng được xếp vào nhóm hạt giống, và 8 đội nhì bảng được xếp vào nhóm không hạt giống. Các đội hạt giống được xếp cặp đối đầu với các đội không hạt giống, với các đội hạt giống làm đội chủ nhà cho trận lượt về. Các đội cùng bảng hoặc cùng hiệp hội không được xếp cặp đối đầu với nhau.
- Từ lễ bốc thăm vòng tứ kết trở đi, không có đội hạt giống, và các đội cùng bảng hoặc cùng hiệp hội có thể được xếp cặp đối đầu với nhau. Vì lễ bốc thăm vòng tứ kết và vòng bán kết được tổ chức cùng nhau trước khi vòng tứ kết được diễn ra, danh tính của đội thắng vòng tứ kết không được biết tại thời điểm bốc thăm vòng bán kết. Một lượt bốc thăm cũng được diễn ra để xác định đội "chủ nhà" cho trận chung kết (vì mục đích hành chính khi nó được tổ chức trên sân trung lập).

### Nhánh đấu
|  | Vòng 16 đội           | Vòng 16 đội     | Vòng 16 đội | Vòng 16 đội |   |                       | Tứ kết | Tứ kết | Tứ kết | Tứ kết |  |                       | Bán kết | Bán kết | Bán kết | Bán kết |                   |   | Chung kết (1 tháng 6 – Madrid) | Chung kết (1 tháng 6 – Madrid) |
|  |                       |                 |             |             |   |                       |        |        |        |        |  |                       |         |         |         |         |                   |   |                                |                                |
|  | Tottenham Hotspur     | 3               | 1           | 4           |   |                       |        |        |        |        |  |                       |         |         |         |         |                   |   |                                |                                |
|  | Borussia Dortmund     | 0               | 0           | 0           |   |                       |        |        |        |        |  |                       |         |         |         |         |                   |   |                                |                                |
|  | Borussia Dortmund     | 0               | 0           | 0           |   | Tottenham Hotspur (a) | 1      | 3      | 4      |        |  |                       |         |         |         |         |                   |   |                                |                                |
|  |                       |                 |             |             |   | Tottenham Hotspur (a) | 1      | 3      | 4      |        |  |                       |         |         |         |         |                   |   |                                |                                |
|  |                       | Manchester City | 0           | 4           | 4 |                       |        |        |        |        |  |                       |         |         |         |         |                   |   |                                |                                |
|  | Schalke 04            | Manchester City | 0           | 4           | 4 | 2                     | 0      | 2      |        |        |  |                       |         |         |         |         |                   |   |                                |                                |
|  | Schalke 04            |                 |             |             |   | 2                     | 0      | 2      |        |        |  |                       |         |         |         |         |                   |   |                                |                                |
|  | Manchester City       | 3               | 7           | 10          |   |                       |        |        |        |        |  |                       |         |         |         |         |                   |   |                                |                                |
|  | Manchester City       | 3               | 7           | 10          |   |                       |        |        |        |        |  | Tottenham Hotspur (a) | 0       | 3       | 3       |         |                   |   |                                |                                |
|  |                       |                 |             |             |   |                       |        |        |        |        |  | Tottenham Hotspur (a) | 0       | 3       | 3       |         |                   |   |                                |                                |
|  |                       | Ajax            | 1           | 2           | 3 |                       |        |        |        |        |  |                       |         |         |         |         |                   |   |                                |                                |
|  | Ajax                  | Ajax            | 1           | 2           | 3 | 1                     | 4      | 5      |        |        |  |                       |         |         |         |         |                   |   |                                |                                |
|  | Ajax                  |                 |             |             |   | 1                     | 4      | 5      |        |        |  |                       |         |         |         |         |                   |   |                                |                                |
|  | Real Madrid           | 2               | 1           | 3           |   |                       |        |        |        |        |  |                       |         |         |         |         |                   |   |                                |                                |
|  | Real Madrid           | 2               | 1           | 3           |   | Ajax                  | 1      | 2      | 3      |        |  |                       |         |         |         |         |                   |   |                                |                                |
|  |                       |                 |             |             |   | Ajax                  | 1      | 2      | 3      |        |  |                       |         |         |         |         |                   |   |                                |                                |
|  |                       | Juventus        | 1           | 1           | 2 |                       |        |        |        |        |  |                       |         |         |         |         |                   |   |                                |                                |
|  | Atlético Madrid       | Juventus        | 1           | 1           | 2 | 2                     | 0      | 2      |        |        |  |                       |         |         |         |         |                   |   |                                |                                |
|  | Atlético Madrid       |                 |             |             |   | 2                     | 0      | 2      |        |        |  |                       |         |         |         |         |                   |   |                                |                                |
|  | Juventus              | 0               | 3           | 3           |   |                       |        |        |        |        |  |                       |         |         |         |         |                   |   |                                |                                |
|  | Juventus              | 0               | 3           | 3           |   |                       |        |        |        |        |  |                       |         |         |         |         | Tottenham Hotspur | 0 |                                |                                |
|  |                       |                 |             |             |   |                       |        |        |        |        |  |                       |         |         |         |         |                   | 0 |                                |                                |
|  |                       | Liverpool       | 2           |             |   |                       |        |        |        |        |  |                       |         |         |         |         |                   |   |                                |                                |
|  | Manchester United (a) | Liverpool       | 2           | 0           | 3 | 3                     |        |        |        |        |  |                       |         |         |         |         |                   |   |                                |                                |
|  | Manchester United (a) |                 |             | 0           | 3 | 3                     |        |        |        |        |  |                       |         |         |         |         |                   |   |                                |                                |
|  | Paris Saint-Germain   | 2               | 1           | 3           |   |                       |        |        |        |        |  |                       |         |         |         |         |                   |   |                                |                                |
|  | Paris Saint-Germain   | 2               | 1           | 3           |   | Manchester United     | 0      | 0      | 0      |        |  |                       |         |         |         |         |                   |   |                                |                                |
|  |                       |                 |             |             |   | Manchester United     | 0      | 0      | 0      |        |  |                       |         |         |         |         |                   |   |                                |                                |
|  |                       | Barcelona       | 1           | 3           | 4 |                       |        |        |        |        |  |                       |         |         |         |         |                   |   |                                |                                |
|  | Lyon                  | Barcelona       | 1           | 3           | 4 | 0                     | 1      | 1      |        |        |  |                       |         |         |         |         |                   |   |                                |                                |
|  | Lyon                  |                 |             |             |   | 0                     | 1      | 1      |        |        |  |                       |         |         |         |         |                   |   |                                |                                |
|  | Barcelona             | 0               | 5           | 5           |   |                       |        |        |        |        |  |                       |         |         |         |         |                   |   |                                |                                |
|  | Barcelona             | 0               | 5           | 5           |   |                       |        |        |        |        |  | Barcelona             | 3       | 0       | 3       |         |                   |   |                                |                                |
|  |                       |                 |             |             |   |                       |        |        |        |        |  | Barcelona             | 3       | 0       | 3       |         |                   |   |                                |                                |
|  |                       | Liverpool       | 0           | 4           | 4 |                       |        |        |        |        |  |                       |         |         |         |         |                   |   |                                |                                |
|  | Liverpool             | Liverpool       | 0           | 4           | 4 | 0                     | 3      | 3      |        |        |  |                       |         |         |         |         |                   |   |                                |                                |
|  | Liverpool             |                 |             |             |   | 0                     | 3      | 3      |        |        |  |                       |         |         |         |         |                   |   |                                |                                |
|  | Bayern Munich         | 0               | 1           | 1           |   |                       |        |        |        |        |  |                       |         |         |         |         |                   |   |                                |                                |
|  | Bayern Munich         | 0               | 1           | 1           |   | Liverpool             | 2      | 4      | 6      |        |  |                       |         |         |         |         |                   |   |                                |                                |
|  |                       |                 |             |             |   | Liverpool             | 2      | 4      | 6      |        |  |                       |         |         |         |         |                   |   |                                |                                |
|  |                       | Porto           | 0           | 1           | 1 |                       |        |        |        |        |  |                       |         |         |         |         |                   |   |                                |                                |
|  | Roma                  | Porto           | 0           | 1           | 1 | 2                     | 1      | 3      |        |        |  |                       |         |         |         |         |                   |   |                                |                                |
|  | Roma                  |                 |             |             |   | 2                     | 1      | 3      |        |        |  |                       |         |         |         |         |                   |   |                                |                                |
|  | Porto (s.h.p.)        | 1               | 3           | 4           |   |                       |        |        |        |        |  |                       |         |         |         |         |                   |   |                                |                                |

### Vòng 16 đội
Lễ bốc thăm vòng 16 đội được tổ chức vào ngày 17 tháng 12 năm 2018. Lượt đi được diễn ra vào các ngày 12, 13, 19 và 20 tháng 2, và lượt về được diễn ra vào các ngày 5, 6, 12 và 13 tháng 3 năm 2019.
| Đội 1             | TTS     | Đội 2               | Lượt đi | Lượt về      |
| ----------------- | ------- | ------------------- | ------- | ------------ |
| Schalke 04        | 2–10    | Manchester City     | 2–3     | 0–7          |
| Atlético Madrid   | 2–3     | Juventus            | 2–0     | 0–3          |
| Manchester United | 3–3 (a) | Paris Saint-Germain | 0–2     | 3–1          |
| Tottenham Hotspur | 4–0     | Borussia Dortmund   | 3–0     | 1–0          |
| Lyon              | 1–5     | Barcelona           | 0–0     | 1–5          |
| Roma              | 3–4     | Porto               | 2–1     | 1–3 (s.h.p.) |
| Ajax              | 5–3     | Real Madrid         | 1–2     | 4–1          |
| Liverpool         | 3–1     | Bayern Munich       | 0–0     | 3–1          |

### Tứ kết
Lễ bốc thăm vòng tứ kết được tổ chức vào ngày 15 tháng 3 năm 2019. Lượt đi được diễn ra vào các ngày 9 và 10 tháng 4, và lượt về được diễn ra vào các ngày 16 và 17 tháng 4 năm 2019.
| Đội 1             | TTS     | Đội 2           | Lượt đi | Lượt về |
| ----------------- | ------- | --------------- | ------- | ------- |
| Ajax              | 3–2     | Juventus        | 1–1     | 2–1     |
| Liverpool         | 6–1     | Porto           | 2–0     | 4–1     |
| Tottenham Hotspur | 4–4 (a) | Manchester City | 1–0     | 3–4     |
| Manchester United | 0–4     | Barcelona       | 0–1     | 0–3     |

Ghi chú
1. ↑  Thứ tự thi đấu được đảo ngược sau lễ bốc thăm chính thức, nhằm để tránh mâu thuẫn lịch thi đấu với trận đấu giữa Manchester City và Tottenham Hotspur ở cùng thành phố.

### Bán kết
Lễ bốc thăm vòng bán kết kết được tổ chức vào ngày 15 tháng 3 năm 2019 (sau khi bốc thăm vòng tứ kết). Lượt đi được diễn ra vào các ngày 30 tháng 4 và 1 tháng 5, và lượt về được diễn ra vào các ngày 7 và 8 tháng 5 năm 2019.
| Đội 1             | TTS     | Đội 2     | Lượt đi | Lượt về |
| ----------------- | ------- | --------- | ------- | ------- |
| Tottenham Hotspur | 3–3 (a) | Ajax      | 0–1     | 2–3     |
| Barcelona         | 3–4     | Liverpool | 3–0     | 0–4     |

### Chung kết
Trận chung kết được diễn ra vào ngày 1 tháng 6 năm 2019 tại sân vận động Wanda Metropolitano ở Madrid. Đội "chủ nhà" (vì mục đích hành chính) được xác định bằng một lượt bốc thăm bổ sung diễn ra sau khi bốc thăm vòng bán kết.
| Tottenham Hotspur | 0–2 | Liverpool                      |
| ----------------- | --- | ------------------------------ |
|                   |     | - Salah 2' (ph.đ.) - Origi 87' |

## Thống kê
Thống kê ở vòng loại và vòng play-off không được tính đến.

### Các cầu thủ ghi bàn hàng đầu
| XH | Cầu thủ            | Đội                 | Số bàn thắng | Số phút đã chơi |
| -- | ------------------ | ------------------- | ------------ | --------------- |
| 1  | Lionel Messi       | Barcelona           | 12           | 837             |
| 2  | Robert Lewandowski | Bayern Munich       | 8            | 714             |
| 3  | Sergio Agüero      | Manchester City     | 6            | 510             |
| 3  | Cristiano Ronaldo  | Juventus            | 6            | 749             |
| 3  | Moussa Marega      | Porto               | 6            | 840             |
| 3  | Dušan Tadić        | Ajax                | 6            | 1080            |
| 7  | Andrej Kramarić    | 1899 Hoffenheim     | 5            | 481             |
| 7  | Paulo Dybala       | Juventus            | 5            | 518             |
| 7  | Neymar             | Paris Saint-Germain | 5            | 532             |
| 7  | Edin Džeko         | Roma                | 5            | 570             |
| 7  | Lucas Moura        | Tottenham Hotspur   | 5            | 725             |
| 7  | Harry Kane         | Tottenham Hotspur   | 5            | 778             |
| 7  | Raheem Sterling    | Manchester City     | 5            | 871             |
| 7  | Mohamed Salah      | Liverpool           | 5            | 1058            |

Nguồn:

### Các cầu thủ kiến tạo hàng đầu
| XH | Cầu thủ                | Đội                 | Số pha kiến tạo | Số phút đã chơi |
| -- | ---------------------- | ------------------- | --------------- | --------------- |
| 1  | Leroy Sané             | Manchester City     | 5               | 395             |
| 1  | Luis Suárez            | Barcelona           | 5               | 900             |
| 1  | Jordi Alba             | Barcelona           | 5               | 990             |
| 1  | Dušan Tadić            | Ajax                | 5               | 1080            |
| 5  | Kevin De Bruyne        | Manchester City     | 4               | 247             |
| 5  | Riyad Mahrez           | Manchester City     | 4               | 388             |
| 5  | Carlos Soler           | Valencia            | 4               | 390             |
| 5  | Edin Džeko             | Roma                | 4               | 570             |
| 5  | Kylian Mbappé          | Paris Saint-Germain | 4               | 701             |
| 5  | Trent Alexander-Arnold | Liverpool           | 4               | 921             |

Nguồn:

### Đội hình xuất sắc nhất mùa giải
Vào ngày 2 tháng 6 năm 2019, Nhóm nghiên cứu chiến thuật của UEFA lựa chọn 20 cầu thủ vào danh sách đội hình xuất sắc nhất giải đấu.
| VT | Cầu thủ                | Đội               |
| -- | ---------------------- | ----------------- |
| GK | Marc-André ter Stegen  | Barcelona         |
| GK | Alisson                | Liverpool         |
| DF | Trent Alexander-Arnold | Liverpool         |
| DF | Virgil van Dijk        | Liverpool         |
| DF | Andrew Robertson       | Liverpool         |
| DF | Matthijs de Ligt       | Ajax              |
| DF | Jan Vertonghen         | Tottenham Hotspur |
| MF | Kevin De Bruyne        | Manchester City   |
| MF | Moussa Sissoko         | Tottenham Hotspur |
| MF | Hakim Ziyech           | Ajax              |
| MF | Frenkie de Jong        | Ajax              |
| MF | Tanguy Ndombele        | Lyon              |
| MF | Georginio Wijnaldum    | Liverpool         |
| MF | David Neres            | Ajax              |
| MF | Raheem Sterling        | Manchester City   |
| FW | Lucas Moura            | Tottenham Hotspur |
| FW | Dušan Tadić            | Ajax              |
| FW | Lionel Messi           | Barcelona         |
| FW | Cristiano Ronaldo      | Juventus          |
| FW | Sadio Mané             | Liverpool         |

### Cầu thủ xuất sắc nhất mùa giải
| XH                       | Cầu thủ                 | Đội                     | Điểm                    |
| Danh sách rút gọn top 3  | Danh sách rút gọn top 3 | Danh sách rút gọn top 3 | Danh sách rút gọn top 3 |
| ------------------------ | ----------------------- | ----------------------- | ----------------------- |
| 1                        | Alisson                 | Liverpool               | 334                     |
| 2                        | Marc-André ter Stegen   | Barcelona               | 136                     |
| 3                        | Hugo Lloris             | Tottenham Hotspur       | 105                     |
| Cầu thủ xếp hạng từ 4–10 |                         |                         |                         |
| 4                        | Jan Oblak               | Atlético Madrid         | 36                      |
| 5                        | André Onana             | Ajax                    | 28                      |
| 6                        | Ederson                 | Manchester City         | 20                      |
| 7                        | Samir Handanović        | Inter Milan             | 3                       |
| 8                        | David de Gea            | Manchester United       | 2                       |
| 8                        | Wojciech Szczęsny       | Juventus                | 2                       |

| XH                       | Cầu thủ                 | Đội                     | Điểm                    |
| Danh sách rút gọn top 3  | Danh sách rút gọn top 3 | Danh sách rút gọn top 3 | Danh sách rút gọn top 3 |
| ------------------------ | ----------------------- | ----------------------- | ----------------------- |
| 1                        | Virgil van Dijk         | Liverpool               | 349                     |
| 2                        | Matthijs de Ligt        | Ajax                    | 205                     |
| 3                        | Trent Alexander-Arnold  | Liverpool               | 29                      |
| Cầu thủ xếp hạng từ 4–10 |                         |                         |                         |
| 4                        | Andrew Robertson        | Liverpool               | 16                      |
| 5                        | Gerard Piqué            | Barcelona               | 14                      |
| 6                        | Jan Vertonghen          | Tottenham Hotspur       | 12                      |
| 7                        | Giorgio Chiellini       | Juventus                | 8                       |
| 8                        | Toby Alderweireld       | Tottenham Hotspur       | 5                       |
| 8                        | Kalidou Koulibaly       | Napoli                  | 5                       |
| 8                        | Sergio Ramos            | Real Madrid             | 5                       |

| XH                       | Cầu thủ                 | Đội                     | Điểm                    |
| Danh sách rút gọn top 3  | Danh sách rút gọn top 3 | Danh sách rút gọn top 3 | Danh sách rút gọn top 3 |
| ------------------------ | ----------------------- | ----------------------- | ----------------------- |
| 1                        | Frenkie de Jong         | Ajax                    | 222                     |
| 2                        | Christian Eriksen       | Tottenham Hotspur       | 60                      |
| 3                        | Jordan Henderson        | Liverpool               | 59                      |
| Cầu thủ xếp hạng từ 4–10 |                         |                         |                         |
| 4                        | Bernardo Silva          | Manchester City         | 52                      |
| 5                        | Georginio Wijnaldum     | Liverpool               | 48                      |
| 6                        | Moussa Sissoko          | Tottenham Hotspur       | 22                      |
| 7                        | Raheem Sterling         | Manchester City         | 21                      |
| 8                        | Dušan Tadić             | Ajax                    | 20                      |
| 8                        | Hakim Ziyech            | Ajax                    | 20                      |
| 10                       | Sergio Busquets         | Barcelona               | 19                      |
| 10                       | Donny van de Beek       | Ajax                    | 19                      |

| XH                       | Cầu thủ                 | Đội                     | Điểm                    |
| Danh sách rút gọn top 3  | Danh sách rút gọn top 3 | Danh sách rút gọn top 3 | Danh sách rút gọn top 3 |
| ------------------------ | ----------------------- | ----------------------- | ----------------------- |
| 1                        | Lionel Messi            | Barcelona               | 285                     |
| 2                        | Sadio Mané              | Liverpool               | 109                     |
| 3                        | Cristiano Ronaldo       | Juventus                | 91                      |
| Cầu thủ xếp hạng từ 4–10 |                         |                         |                         |
| 4                        | Mohamed Salah           | Liverpool               | 83                      |
| 5                        | Dušan Tadić             | Ajax                    | 35                      |
| 6                        | Raheem Sterling         | Manchester City         | 15                      |
| 7                        | Robert Lewandowski      | Bayern Munich           | 10                      |
| 8                        | Roberto Firmino         | Liverpool               | 9                       |
| 8                        | Harry Kane              | Tottenham Hotspur       | 9                       |
| 10                       | Leroy Sané              | Manchester City         | 6                       |